# San Giovanni a Piro
San Giovanni a Piro är en ort och kommun i provinsen Salerno i regionen Kampanien i Italien. Kommunen hade 3 763 invånare (2017).